# Daewoo Royale
GMK Rekord Royale – samochód osobowy klasy wyższej produkowany pod południowokoreańską marką GMK w latach 1972–1976, pod marką Saehan jako Saehan Royale w latach 1976–1983 oraz pod marką Daewoo jako Daewoo Royale w latach 1983–1993.

## Pierwsza generacja

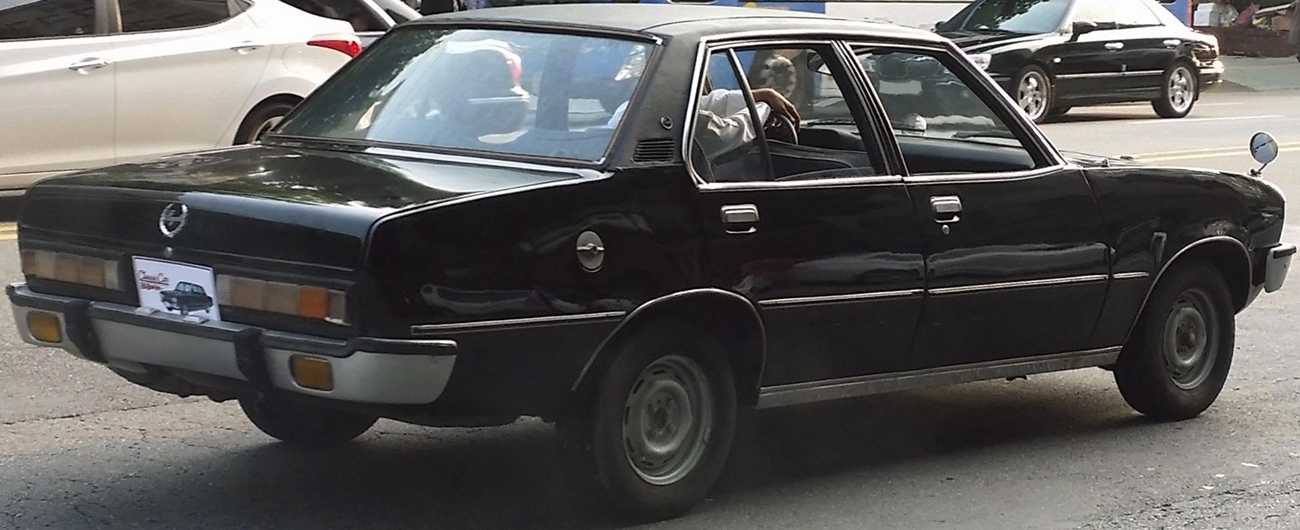
GMK Rekord – tył

GMK Rekord Royale został zaprezentowany po raz pierwszy w 1972 roku.
Samochód pierwotnie zasilił ofertę GMK, będąc jedynym modelem oferowanym przez ówczesną spółkę GM Korea pod samodzielną marką. Zarówno topowa odmiana Rekord Royale, jak i podstawowy wariant Rekord był bliźniaczą, południowokoreańską odmianą Opla Rekorda D. Pod kątem wizualnym samochód odróżniał się jedynie innymi oznaczeniami producenta. Przez trzy lata produkcji fabrykę opuściło 12 005 egzemplarzy.

### Zmiana nazwy
Po tym, jak w 1976 roku GM Korea zostało przemianowane na Saehan Motors, zmieniła się również marka topowych limuzyn na Saehan Rekord oraz Saehan Rekord Royale, pozostając w produkcji przez kolejne 2 lata.

### Silniki
- L4 1.7l
- L4 1.9l

## Druga generacja

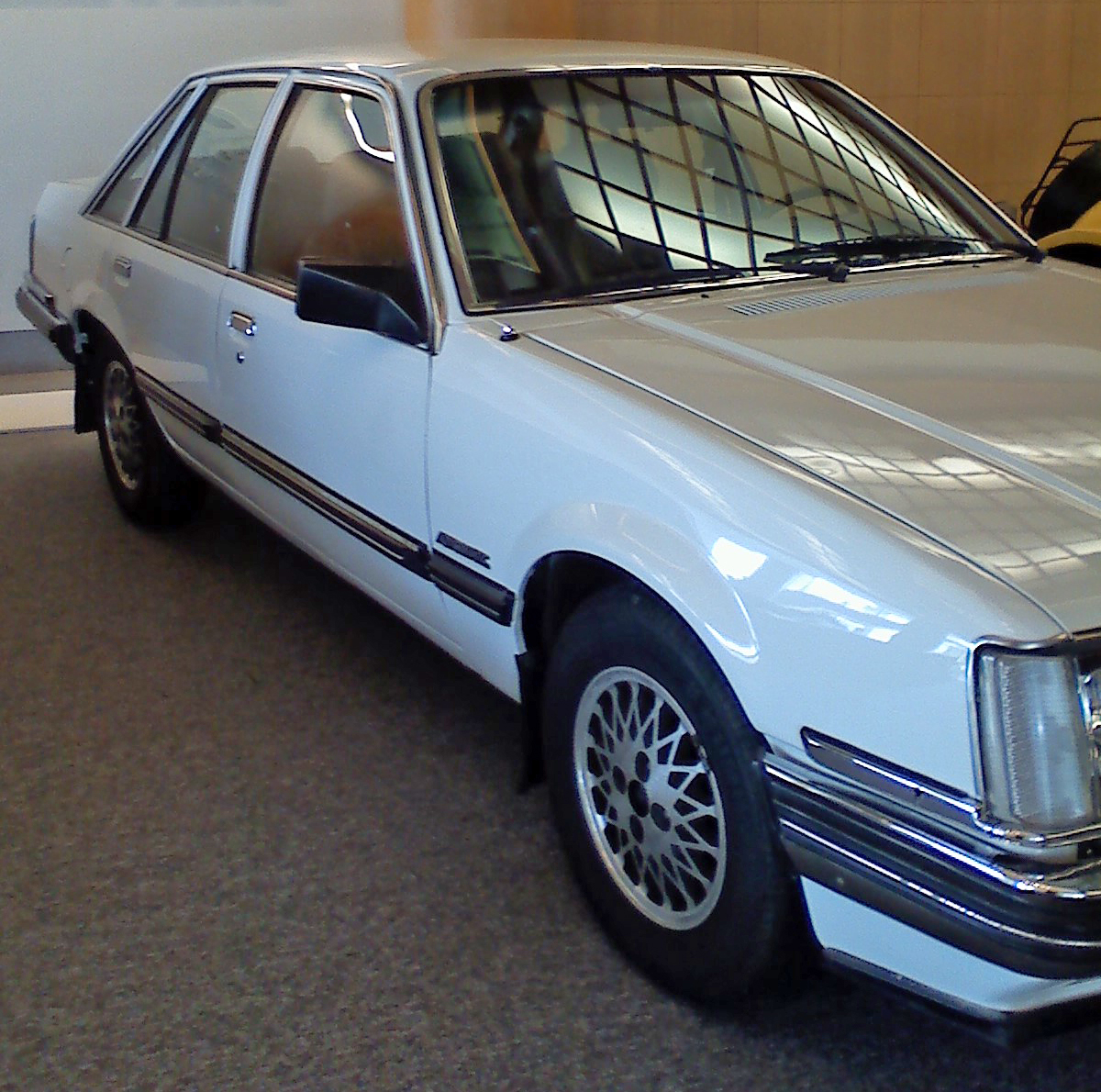
Daewoo Royale

Saehan Royale II został zaprezentowany po raz pierwszy w 1978 roku.
Druga generacja pojazdu została oparta na kolejnej generacji Opla Rekorda, wyraźnie zyskując na wielkości nadwozia i przestrzeni w kabinie pasażerskiej. Przedni pas nadwozia zapożyczono od modelu Senator A. Do napędu służył czterocylindrowe silniki pochodzące również od Opla.

### Warianty
Dostępne były wersje Daewoo Royale Diesel (maj 1980 – kwiecień 1989), Royale Salon (wrzesień 1980 – wrzesień 1991), Royale XQ/Royale Duke (marzec 1982 – marzec 1989) i Royale Prince (lipiec 1983 – maj 1991).

### Zmiana nazwy
Po przejęciu Saehan Motors przez Daewoo Group i zmianie nazwy przedsiębiorstwa na Daewoo Motors, nazwa topowej limuzyny została zmieniona na Daewoo Royale, a topowy wariant przyjął nazwę Daewoo Imperial. Pod nią pojazd produkowano przez kolejną dekadę do 1993 roku, kiedy to zastąpiły go dwie nowe, duże limuzyny – Arcadia i Prince.

### Silniki
- L4 1.7l
- L4 1.9l